# Мараловодка
Мараловодка (рос. Мараловодка) — село Усть-Коксинського району, Республіка Алтай Росії. Входить до складу Огньовського сільського поселення.
Населення — 231 особа (2015 рік).